# Greenwoodochromis
Greenwoodochromis – rodzaj słodkowodnych ryb okoniokształtnych z rodziny pielęgnicowatych (Cichlidae).

## Występowanie
Do rodzaju należą gatunki endemiczne jeziora Tanganika w Afryce Wschodniej.

## Klasyfikacja
Gatunki zaliczane do tego rodzaju:
- Greenwoodochromis abeelei (Poll, 1949)
- Greenwoodochromis bellcrossi (Poll, 1976)
- Greenwoodochromis christyi (Trewavas, 1953)
- Greenwoodochromis staneri (Poll, 1949)

Gatunkiem typowym rodzaju jest Limnochromis christyi.